# حسين فلاح
حسين فلاح جواد (مواليد 1 يوليو 2003 في البصرة، العراق) لاعب كرة قدم عراقي يلعب حاليا لنادي الميناء في الدوري العراقي الممتاز.

## منتخب العراق
في 26 أغسطس 2015 لعب حسين فلاح أول مباراة دولية له مع العراق ضد لبنان في مباراة ودية.

## روابط خارجية
- حسين فلاح على موقع قاعدة بيانات كرة القدم.إي يو (الإنجليزية)
- حسين فلاح على موقع Soccerway.com (الإنجليزية)
- حسين فلاح على موقع كووورة